# Adam Gee
Adam Gee is een Engelse golfprofessional.

## Amateur
Gee studeerde aan de universiteit in Wilmington, North Carolina, van 1999 tot 2002. Zijn top golfjaar was 2006. Gee won het Macquarie Amateur in een play-off tegen Jason Day, die net het baanrecord had verbroken met een ronde van 63. Beide spelers hadden een totale score van -15. Na vier holes stonden ze nog steeds gelijk. Op de vijfde extra hole maakte Gee zijn putt voor de overwinning.
Gee was finalist bij het Brits Amateur in 2006, waar hij verloor van de Fransman Julien Guerrier.

## Gewonnen
- 2005: The Berkshire Trophy
- 2006: Lake Macquarie Amateur Kampioenschap

## Professional
Na zijn finaleplaats bij het Brits Amateur werd Gee professional. Hij speelt de European Challenge Tour en kwam onder meer naar de Dutch Futures 2009 op Houtrak. In 2011 werd hij aan zijn heup geopereerd, waardoor hij bijna een seizoen miste. Via de Tourschool kreeg hij weer een kaart voor de Europese PGA Tour van 2012.

## Resultaten
- 2007: Russisch Open (4de)